# Coelogyne merrillii
Coelogyne merrillii là một loài thực vật có hoa trong họ Lan. Loài này được Ames mô tả khoa học đầu tiên năm 1911.